# Gonophora exilis
Gonophora exilis es una especie de insecto coleóptero de la familia Chrysomelidae. Fue descrita en 1919 por Gestro.